# Antonio Luna
Antonio Luna y Novicio (Manila, 29 ottobre 1866 – Cabanatuan, 5 giugno 1899) è stato un generale, farmacista, scienziato e scrittore filippino. Celebre per le imprese militari compiute, fu tra i più valorosi generali della guerra filippino-americana.
Nativo del quartiere di Binondo, studiò arte presso l'Università Ateneo de Manila, letteratura e chimica presso l'Università di Santo Tomás ed infine farmacia presso l'Università di Barcellona. Nel 1893 trascorse un breve periodo in Europa lavorando per l'Istituto Pasteur, dove offrì un notevole contributo in campo scientifico e scrisse un trattato sulla malaria dal titolo El Hematozoario del Paludismo, accolto con gran favore. Come riconoscimento delle sue capacità venne nominato commissario per conto dell'impero spagnolo per lo studio delle malattie infettive e tropicali. Al contempo egli avviò anche l'attività di propaganda politica diventando membro del noto Movimento Propaganda e scrivendo per il quotidiano La Solidaridad.
Fu tra i fondatori dell'accademia Sala de Armas, una delle prime nell'insegnamento della scherma tradizionale nelle Filippine. Come José Rizal e ad altri leader politici, rimase inizialmente contrario ad una vera e propria rivoluzione, preferendo piuttosto il conseguimento di una serie di riforme politiche. Accusato di associazione sovversiva per le sue visioni politiche, fu dapprima incarcerato al Fort Santiago e poi esiliato a Madrid nel 1897. Dopo il rilascio studiò in Belgio i fondamenti dell'arte militare, prima di fare ritorno nelle Filippine l'anno seguente. La sua reputazione attrasse l'interesse del generalissimo Emilio Aguinaldo, che lo volle al suo fianco per combattere nella guerra filippino-americana. Sostituì quindi Artemio Ricarte nelle vesti di comandante dell'Armata Rivoluzionaria Filippina ed organizzò gruppi di soldati addestrati che divennero noti con il nome di "cecchini di Luna" oppure "guardie nere". Le sue strategie innovative, così come le sue formazioni militari, interruppero temporaneamente l'avanzata statunitense nel nord di Manila. I suoi meriti in campo bellico culminarono nella creazione della prima accademia militare filippina, da lui fondata, il 25 ottobre 1898 a Malolos.
Prese parte al congresso di Malolos nel 1898 e per i suoi meriti in campo di battaglia ricevette la medaglia della Repubblica Filippina. Uomo dal forte temperamento e convinto sostenitore della più ferrea disciplina, si guadagnò l'ostilità di molti dei suoi soldati ed il 5 giugno 1899 fu assassinato a tradimento dagli uomini di Aguinaldo – presumibilmente su ordine dello stesso Presidente – a Cabanatuan, nella provincia di Nueva Ecija. Venne infine seppellito segretamente dopo che Aguinaldo rilevò gli ufficiali e i soldati di Luna sul campo di battaglia.
Suo fratello maggiore Juan fu tra i primi pittori del paese e figura importante della rivoluzione filippina.

## Biografia

### Le origini e la famiglia
Antonio Luna nacque il 29 ottobre 1866 nel quartiere di Binondo, Manila. Era l'ultimogenito dei 7 figli di Joaquín Luna San Pedro y Posadas (1829–1891), da Badoc, Ilocos Norte, e di Laureana Novicio San Ignacio y Ancheta (1836–1906), mestiza spagnola da Luna, La Union (località precedentemente nota come Namacpacan). Il padre proveniva da una famiglia benestante ed era un venditore di tabacco a nome del governo. Il monopolio del tabacco era stato stabilito nel 1782. Dopo il trasferimento della famiglia a Manila nel 1861, Joaquín era stato costretto a cambiare mestiere ed era diventato mercante a Binondo.
Il fratello maggiore, Juan Luna (1857–1899), fu un pittore apprezzato che ricevette vari riconoscimenti tra cui la medaglia d'oro all'esposizione di Madrid del 1881. Altri due fratelli, José (1861–1917) e Joaquín (1864–1936), divennero rispettivamente dottore e militare. In particolare, quest'ultimo combatté più tardi al fianco di Antonio nella guerra filippino-americana, prima di intraprendere una carriera politica e diventare governatore di La Union dal 1904 al 1907 ed infine membro del Senato delle Filippine dal 1916 al 1919. Antonio aveva anche un altro fratello, Manuel (1856–1883), e due sorelle, Numeriana (1855–1899) e Remedios.

### Gli studi e la giovinezza
Luna iniziò a leggere e scrivere senza frequentare una scuola, ed all'età di sei anni imparò i fondamenti dell'aritmetica da un insegnante noto localmente con il nome di Maestro Intong. Egli era un bambino intelligente e memorizzò anche la Doctrina Cristiana, che si crede essere il primo libro mai stampato nelle Filippine. Come da titolo, l'intento del libro era la propagazione degli idealismi del cristianesimo in tutto l'arcipelago filippino. Il manuale consisteva in 74 pagine di scritte in spagnolo, tagalog trascritto in caratteri romani e tagalog in forma baybayin, con una xilografia di Domenico di Guzmán. Dopo il sillabario erano trascritte le principali preghiere cattoliche.

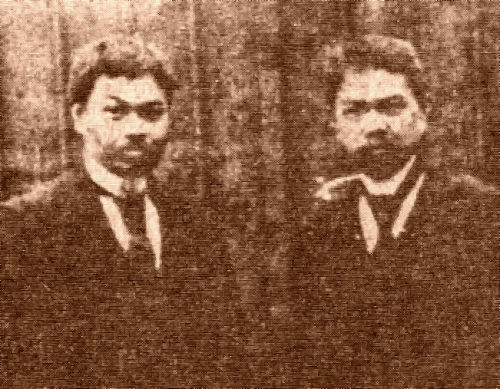
I fratelli Antonio (a sinistra) e Juan Luna a Madrid, 1890 ca.

Dopo il periodo sotto la tutela di Maestro Intong, iniziò i suoi studi all'Ateneo Municipal de Manila, dove ricevette il diploma d'arte nel 1885. Dimostrò sin da giovane un notevole interesse per le materie scientifiche così come per la poesia; all'età di 15 anni scrisse il poema La Estrellas de mi Cielo (in italiano Le stelle del mio Cielo), dedicato agli studenti del Collegio La Concordia. Eccellendo in quasi ogni materia, uscì dall'Ateneo de Manila con un punteggio elevato. Il 10 maggio 1884, il diciassettenne Antonio rimase colpito da un evento che vide coinvolto lo zio Adriano Novicio, ex gobernadorcillo di Santa Maria: quest'ultimo guidò una ribellione per opporsi alla dominazione spagnola. Solamente 12 anni prima si era verificata la rivolta di Cavite e l'inattesa messa a morte di tre preti – Mariano Gómez, José Burgos e Jacinto Zamora – a Bagumbayan. La famiglia Luna, per quanto prominente a Binondo ed economicamente stabile, soffrì le conseguenze della fallita rivolta. Il padre ed il fratello di Antonio, Joaquín e José, furono immediatamente arrestati ed imprigionati per un certo periodo.
Si iscrisse poi all'Università di Santo Tomás per studiare letteratura e chimica, dove vinse un premio per una pubblicazione in materia dal titolo Due Corpi Fondamentali della Chimica (Two Fundamental Bodies of Chemistry). Iniziò anche ad approfondire gli studi di farmacia. Durante questo periodo apprese anche tecniche militari, di spada e di scherma da Don Martin Cartagena, un maggiore dell'Armata Spagnola. Ricevette altresì un duro addestramento per affinare le abilità di tiratore scelto.
Nel 1890 ricevette un invito per la Spagna da parte del fratello maggiore Juan, che si trovava lì per studiare pittura, e suoi genitori acconsentirono il trasferimento. Proseguì quindi gli studi all'Università di Barcellona, da cui ottenne una laurea in farmacia, e infine all'Università Complutense di Madrid, dove ricevette un dottorato di ricerca.

### Il breve soggiorno in Europa e l'attività scientifica

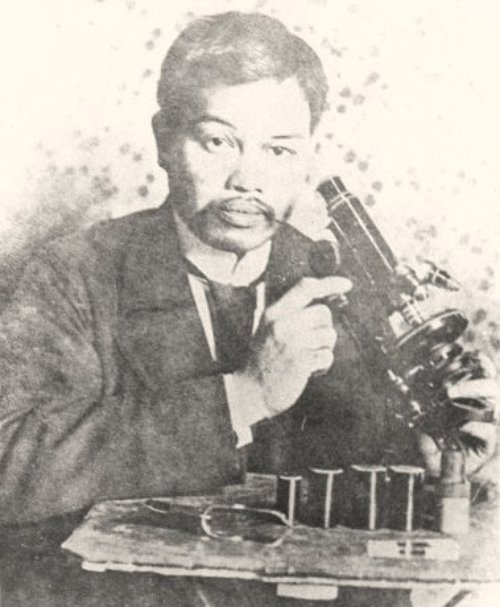
Antonio Luna posa con un microscopio all'Istituto Pasteur di Parigi, 1893

Luna si trovò molto a suo agio in Spagna e visse un periodo di tranquillità. Egli decise quindi di lavorare e vivere per un breve periodo in Europa.
Durante la sua giovinezza, Luna fu attivo nel campo della ricerca scientifica. Dopo aver conseguito il suo dottorato nel 1893, scrisse in questa veste un trattato sulla malaria dal titolo El Hematozoario del Paludismo, che venne accolto con grande favore dalla comunità scientifica mondiale. Assieme all'inseparabile fratello Juan, si trasferì quindi in Francia, dove lavorò come assistente del dottor Latteaux all'Istituto Pasteur di Parigi, e poi in Belgio, dove fu collaboratore di un certo professor Laffons. Come riconoscimento delle sue capacità venne nominato commissario per conto del governo spagnolo per lo studio delle malattie infettive e tropicali.
Nel maggio 1894 tornò nella madre patria per studiare le malattie infettive locali. Più tardi quell'anno si iscrisse ad un esame per diventare capo del reparto chimico del Laboratorio Municipale di Manila. Il giovane Antonio si classificò primo ed iniziò immediatamente a svolgere la sua nuova professione.
Luna ebbe un ruolo fondamentale nelle ricerche relative all'acqua minerale della località di Sibul, a 62 km da Manila. Effettuò studi batteriologici sull'acqua del fiume Pásig, che reputò non potabile, e le prime ricerche sulla scienza forense nel paese, utilizzando sangue umano come prova. Svolse anche analisi dei valori nutrizionali di alimenti locali.

### La propaganda politica

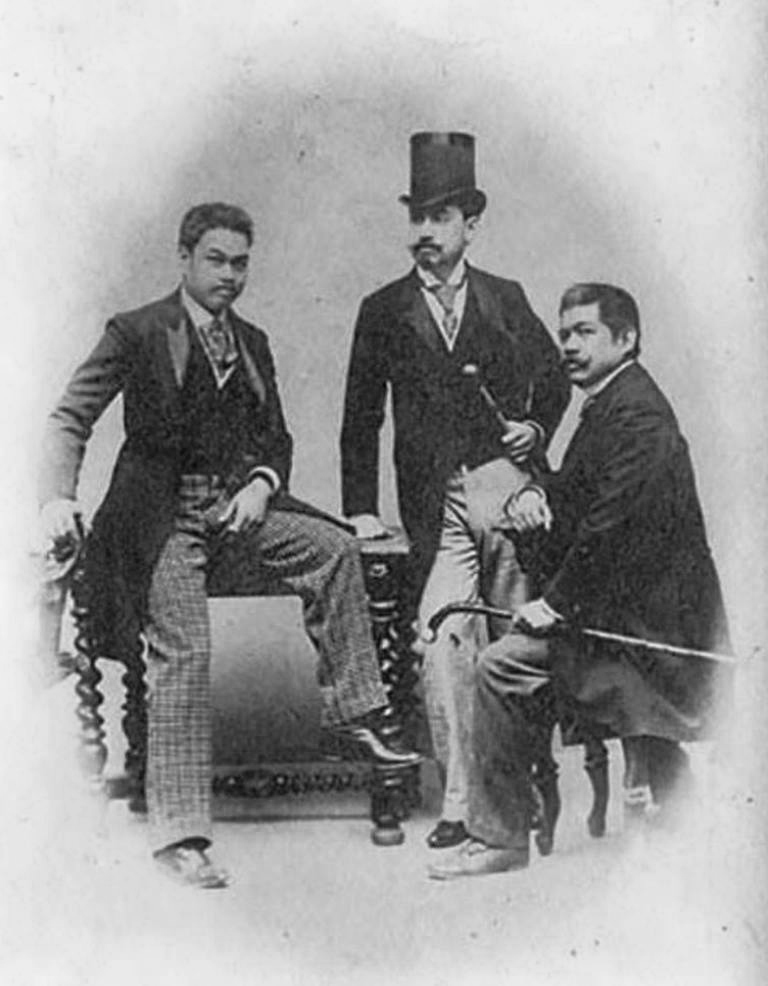
Luna (a sinistra) assieme ad Eduardo de Lete e Marcelo H. del Pilar in Spagna

Durante il suo soggiorno in Spagna, Antonio Luna contribuì al periodico politico La Solidaridad, pubblicato dal movimento riformista sorto all'interno degli studenti di nazionalità filippina in Spagna.
Non si ha certezza storica del primo incontro fra Antonio e Rizal; si ipotizza comunque che esso avvenne grazie a Juan Luna.
Scrisse un pezzo dal titolo Impressioni nel quale denunciava i costumi e le idiosincrasie della Spagna con sotto lo pseudonimo di "Taga-ilog". Poiché i filippini erano arrivati alle armi contro gli spagnoli, Luna pensava che fosse a loro necessaria una buona preparazione nel combattimento, per non vivere la medesima fine di suo zio Adriano.
Insieme a José Rizal e ad altri leader politici, egli si dimostrò favorevole al conseguimento di una serie di riforme politiche piuttosto che all'indipendenza filippina. Proprio a causa del suo coinvolgimento in politica venne accusato di associazione sovversiva e deportato in Spagna nel 1897, dove fu imprigionato nel Carcel Modelo a Madrid.
Dopo il suo rilascio, si trasferì in Belgio dove si diede agli studi di tattica e strategia militare dietro l'insegnamento del generale Gérard Leman. Nel 1898 fece ritorno nelle Filippine.

### La guerra Filippino-Americana e l'assassinio
Allo scoppio della guerra filippino-americana, venne nominato Capo delle Operazioni Militari dal Generale Emilio Aguinaldo il 26 settembre 1898 e promosso al grado di brigadiere generale. Vedendo la necessità dell'istituzione di una scuola militare, fondò un'accademia militare a Malolos dove reclutò e addestrò i primi ufficiali della Rivoluzione filippina del 1896. Si dimostrò un convinto sostenitore della più ferrea disciplina guadagnandosi l'ostilità di molti dei suoi soldati. Tuttavia dimostrò tutto il suo valore nelle battaglie di Bulacan, Pampanga, e Nueva Ecija contro le forze statunitensi di gran lunga meglio equipaggiate e addestrate del suo esercito. Nella battaglia di Caloocan, il Battaglione Kawit, proveniente da Cavite, si rifiutò di attaccare dietro suo ordine e per questo Luna li disarmò ed espulse tutti dall'esercito.
Il 4 giugno 1899 Antonio Luna ricevette un telegramma da Aguinaldo, contenente l'ordine di raggiungere Cabanatuan, in Nueva Ecija per un incontro fissato il giorno successivo. Al suo arrivo alla chiesa cattolica di Cabanatuan il 5 giugno, luogo designato dell'incontro, Aguinaldo non era presente. Mentre era in procinto di ripartire, venne ferito alle spalle e picchiato a morte dagli uomini di Aguinaldo sulla scalinata della chiesa. Venne seppellito segretamente nel cimitero della chiesa dopo che Aguinaldo rilevò gli ufficiali e i soldati di Luna sul campo di battaglia.
La scomparsa del generale Luna, il più brillante e capace dei generali filippini, fu un evento decisivo per il conflitto tra filippini e americani. Successivamente il suo assassino, Aguinaldo, subì delle pesanti sconfitte, e venne costretto a ritirarsi verso nord a Luzon. In poco meno di due anni, Aguinaldo venne fatto prigioniero a Palanan, provincia di Isabela, dall'esercito americano e costretto a chiedere la pace con gli Stati Uniti.